# Cadret
Cadret es una localidad argentina de la provincia de Buenos Aires, perteneciente al partido de Carlos Casares. Este pueblo se caracteriza por la elaboración de productos lácteos.

## Población
Cuenta con 214 habitantes (Indec, 2010), lo que representa un descenso del 7% frente a los 232 habitantes (Indec, 2001) del censo anterior.
| Gráfica de evolución demográfica de Cadret entre 1991 y 2010 |
|                                                              |
| Fuente: Censos nacionales del INDEC                          |